# 아코르

아코르(Accor)는 프랑스에 본사를 둔 세계에서 제일 큰 규모로 전개하는 대형 호텔 체인이다. 유럽 최대의 호텔 기업이자 전 세계에서 6번째로 큰 호텔 기업이다.
110개국 이상 5,300개 지점에서 운영 중이다.

## 같이 보기
- 아코르 아레나
- 스타디움 오스트레일리아